# Federico Coria
Federico Coria (Rosario, Argentina; 9 de marzo de 1992) es un tenista profesional argentino. Su mejor ranking individual es el N.º 49 alcanzado el 13 de febrero de 2023, mientras que en dobles logró la posición 238° el 22 de noviembre de 2021.
Ha obtenido cinco títulos en la categoría ATP Challenger Tour, cuatro en singles y uno en la modalidad de dobles, así como también ha ganado varios títulos Futures tanto en individuales como en dobles.
En su carrera le ha ganado a jugadores Top 100 como: Olivo (2016), Kicker (2018), Sandgren, Istomin, Cecchinato (en varias oportunidades), Dellien (2019), Moutet, Struff, Paire (más de una vez), Harris (2020), Albot, Koepfer, Cuevas (más de una vez), López, Garín (más de una vez), Musetti, Munar (2021), Lajović, Gasquet, Carreño Busta (2022), Francisco Cerúndolo (2023), Albert Ramos (2023) y Alejandro Tabilo (2025).

## Trayectoria

### 2019: Inicios
Gana su primer Challenger, en Savannah (Estados Unidos) derrotando a Paolo Lorenzi en tres sets. Luego caerá en tres definiciones de Challenger: Almaty (Kazajistán), Santo Domingo (República Dominicana) y Lima (Perú), ingresando así, entre los 200 mejores del ranking mundial.

### 2020: 3R en Roland Garros
Alcanzó la tercera ronda de Roland Garros, luego de vencer a Jason Jung y a Benoît Paire, donde perdió con Jannik Sinner. 

### 2021: Dos challenger y final en Bastad
Fue semifinalista por primera vez en su carrera del ATP 250 de Córdoba (Argentina). Ganó el Challenger de Prostějov 2021 luego de derrotar en la final a Alex Molčan por 7–6(1) y 6–3. Fue finalista de los Challengers de Milán y Salzburg. En el mes de julio logró su primera final de ATP 250, precisamente en el Torneo de Bastad, cayendo ante Casper Ruud. En este torneo venció a su compatriota Cerúndolo, al italiano Cecchinato, al chileno Garín, al alemán Hanfmann. Tras estos puntos logró clasificar a los Juegos Olímpicos de Tokio 2020. En Tokio fue eliminado en primera ronda ante Mijaíl Kukushkin por 7-6(4) y 7-5. El 28 de noviembre obtiene el Challenger de Brasilia al derrotar en la final a Jaume Munar por 7-5, 6-3. 

### 2022: Challenger de Milán y victorias
Alcanza los cuartos de final en Buenos Aires donde fue eliminado por Casper Ruud. Previamente había vencido a Pablo Cuevas y Dušan Lajović. En abril llegó a semifinales del ATP de Marrakech venciendo a Kamil Majchrzak, Mirza Bašić y Richard Gasquet, donde perdió con el luego campeón David Goffin. En el torneo de Lyon vence a Pablo Carreño, número 17 del ranking en ese momento, siendo la mejor victoria de su carrera. En junio ganó el Challenger de Milán, superando a Peđa Krstin, Joris De Loore, Luciano Darderi, Aleksandr Shevchenko, y al italiano Francesco Passaro en la final por 7-6, 6-4.

### 2023: Final en Córdoba y dos Challengers
Coria comenzó su año siendo campeón del Challenger de Concepción frente al Kazajo Timofey Skatov, a quien superó por 6-4, 6-3. Participó del Abierto de Australia dónde cayó en primera ronda ante el húngaro Márton Fucsovics. En febrero fue finalista del Torneo de Córdoba, cayendo en la final frente a su compatriota Sebastián Báez, a quien superó en un set. Coria allí derrotó a Thiago Monteiro, Marco Cecchinato, Francisco Cerúndolo y Albert Ramos respectivamente. En agosto jugó las clasificatorias del US Open, dónde venció a Camilo Ugo Carabelli y Martin Damm Jr, sin embargo, se quedó a un paso del cuadro principal cayendo ante Felipe Meligeni Alves en tres sets. En septiembre se alzó con el Challenger de Szczecin, superando ampliamente al checo Vít Kopřiva por 6-1, 7-6. 

## Vida personal
Es hermano menor del extenista Guillermo Coria.

## Títulos ATP (0; 0+0)

### Individual (0)
| Leyenda                   |
| Grand Slam (0)            |
| ATP Tour Finals (0)       |
| ATP Tour Masters 1000 (0) |
| ATP Tour 500 (0)          |
| ATP Tour 250 (0)          |

#### Finalista (2)
| N.º | Fecha                 | Torneo  | Superficie    | Oponente en la final | Resultado     |
| --- | --------------------- | ------- | ------------- | -------------------- | ------------- |
| 1.  | 18 de julio de 2021   | Bastad  | Tierra batida | Casper Ruud          | 3-6, 3-6      |
| 2.  | 12 de febrero de 2023 | Córdoba | Tierra batida | Sebastián Báez       | 1-6, 6-3, 3-6 |

## Títulos ATP Challenger (7; 6+1)

### Individuales (6)
| N.° | Fecha                    | Torneo                   | Superficie    | Oponente en la final | Resultado     |
| --- | ------------------------ | ------------------------ | ------------- | -------------------- | ------------- |
| 1.  | 5 de mayo de 2019        | Challenger de Savannah   | Tierra batida | Paolo Lorenzi        | 6-3, 4-6, 6-2 |
| 2.  | 19 de junio de 2021      | Challenger de Prostějov  | Tierra batida | Alex Molčan          | 7-61, 6-3     |
| 3.  | 28 de noviembre de 2021  | Challenger de Brasilia   | Tierra batida | Jaume Munar          | 7-5, 6-3      |
| 4.  | 26 de junio de 2022      | Challenger de Milán      | Tierra batida | Francesco Passaro    | 7-62, 6-4     |
| 5.  | 29 de enero de 2023      | Challenger de Concepción | Tierra batida | Timofey Skatov       | 6-4, 6-3      |
| 6.  | 17 de septiembre de 2023 | Challenger de Szczecin   | Tierra batida | Vít Kopřiva          | 6-1, 7-64     |

### Dobles (1)
| N.º | Fecha                | Torneo                 | Superficie | Pareja                | Rival en la final             | Resultado |
| --- | -------------------- | ---------------------- | ---------- | --------------------- | ----------------------------- | --------- |
| 1.  | 9 de octubre de 2016 | Challenger de Campinas | Tierra     | Tomás Lipovsek Puches | Sergio Galdós Máximo González | 7-5, 6-2  |